# ميناء آسفي
ميناء آسفي هو ميناء للصيد البحري والتجارة على ساحل المحيط الأطلسي بمدينة آسفي المغربية ضمن إقليم آسفي بجهة مراكش آسفي، شيد ميناء أسفي على مساحة 96 هكتارا، 53منها مساحة برية و43 مساحة بحرية، وينقسم إلى شق خاص بالتجارة، وشق خاص بالصيد البحري.

## الأرصفة

### الرصيف الشمالي
هو رصيف بطول 186 متر وعمق 11 متر، ومخصص للحاويات

### رصيف الضفة
هو رصيف بطول 386 متر وعمق 12 متر، ومخصص للمواد الصلبة. ويحتويعلى رافعة جسرية من فئة 28 طن.

### الرصيف التجاري
هو رصيف بطول 450 متر وعمق 9 متر، ومخصص للمواد الصلبة والبضائع المتنوعة. ويحتوي على رافعتان على سكة من فئة 40 طن و7 رافعات على سكة من فئة 6 طن و11 عربة رافعة و21 عربة تحميل من 1.5 متر مكعب إلى 5 متر مكعب و9 جرارات (من 25 طن إلى 35 طن) 

### رصيف الصيد
طوله 680 متر وعمقه 6 أمتار متخصص في تفريغ السمك

### رصيف الجدول

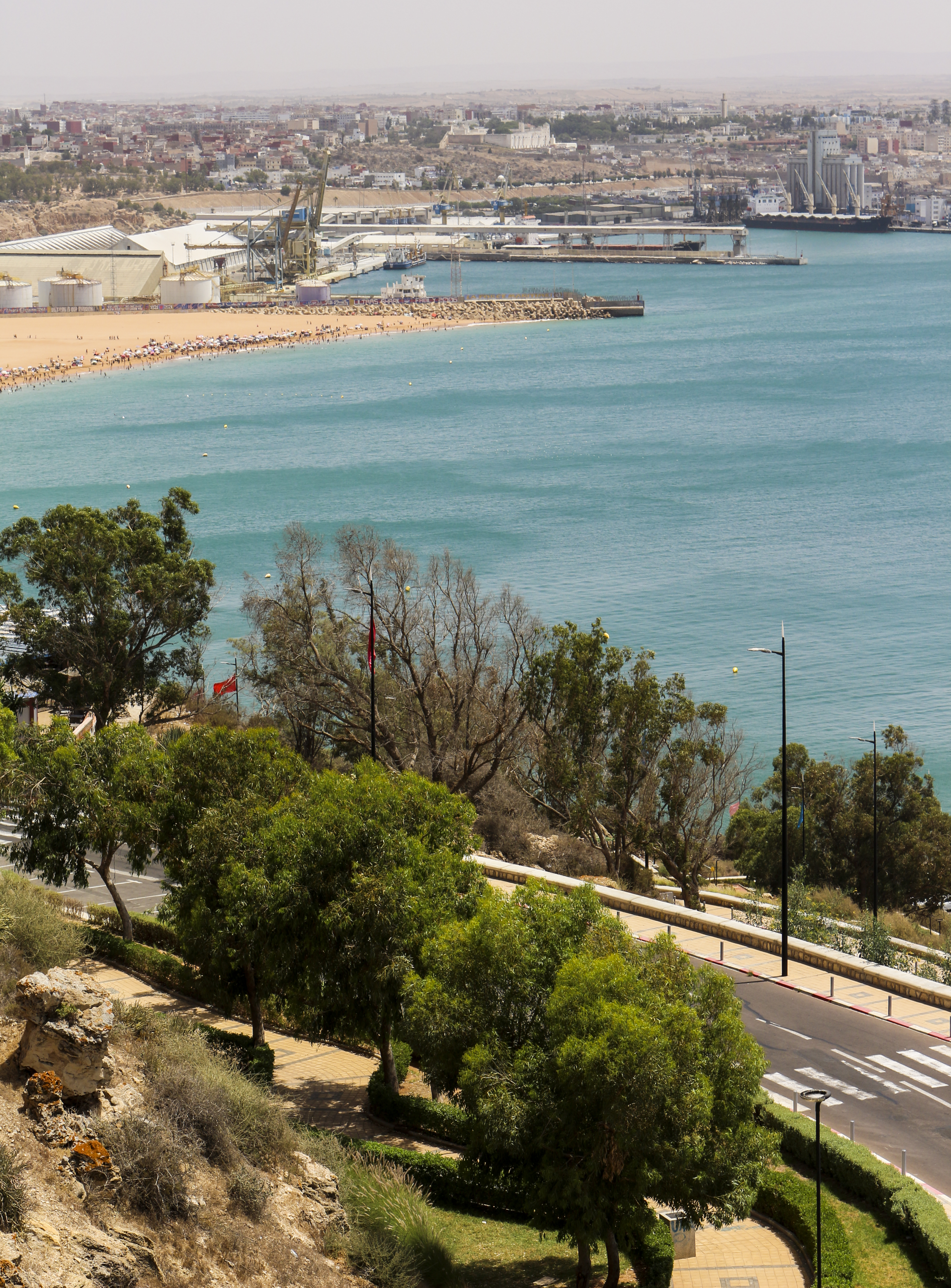
ميناء آسفي من الأعلى

طوله 120 متر وعمقه 8 أمتار ، ومتخصص في الخدمات

### رصيف جانب السفينة المائل
طوله 260 متر وعمقه 9,5 متر ومتخصص في الحبوب

### رصيف الفوسفاط
رصيف الفوسفاط، طوله 240 متر وعمقه 9,6 متر ، ومتخصص في الفوسفاط

## التجهيزات

### ورشة بناء السفن
يتوفر الميناء على ورش بناء السفن مزود برافعة هيدروليكية.

### حاجز الحماية
يتوفر الميناء عىل حاجز للحماية طوله 2214 مترا خطيا، 1817 منه تشكل الحاجز الرئيسي. ثم قناة الدخول بمساحة تبلغ 42.000 مترا مربعا.

### باحات التخزين
يتوفر الميناء على باحات تخزين ممتدة على 27.065 متر مربع

### التجهيزات الثانوية
- شبكة الماء الصالح للشرب بقناة 6000 مترا خطيا.
- شبكة الكهرباء ب 7200 مترا خطيا، مع 6 مواضع للتحويل.
- شبكة تطهير مياه الأمطار.

- منصة جافة ممتدة على مساحة 4830 مترا مربعا،

- سوقا للسمك جديد مساحته 3401 مترا مربعا،
- فضاء لتصنيف السمك الصناعي مساحته 308 مترا مربعا،
- 4 مصانع للثلج بسعة تخزين تصل إلى حوالي 300 طنا في اليوم،
- 40 مخزنا لأرباب السفن،
- 08 مخازن لتجار السمك بالجملة،
- 909 مخزنا للقوارب،
- محطتين للوقود، منها محطة للكازوال ومحطة أخرى مختلطة (البنزين-الكازوال). [3]

## الخدمات

### التجارة
يتلقى ميناء آسفي موادا صلبة مثل المعادن الخام خاصة الكبريت والباريت، والبضائع المجهزة حيث يعالج أكثر من 3 ملايين طن من البضائع سنويا 

### الصيد البحري

#### الأسطول
- سفن الصيد بالشباك: 76
- سفن الصيد المزودة بالجرافات الشبكية: 78
- سفن الصيد المزودة بالخيوط الطويلة: 43
- قوارب الصيد التشغيلية بالميناء: 808

#### أنواع الصيد البحري
- الصيد الساحلي
- الصيد تقليدي
- الطحالب البحرية

#### الصناعات المرتبطة بالصيد البحري
- 20 وحدة متخصصة في التعليب
- 02 وحدات للتجميد
- 06 وحدات لتعبئة السمك الطازج
- 02 وحدات لإنتاج دقيق وزيت السمك
- 01 وحدة للمحار

#### البحارة النشيطين في الصيد البرحي
- الصيد التقليدي: 5000

- الصيد الساحلي:2400 [3]